# Legatus Augusti pro praetore
Legatus Augusti pro praetore (slovensko: cesarjev poslanik, guverner), uradni naziv guvernerja nekaterih  cesarskih provinc Rimskega cesarstva v obdobju Principata. Cesarjevi legati so bili običajno guvernerji velikih provinc ali provinc, v katerih so bile nastanjene rimske legije. Cesarske province so se od senatskih razlikovale po tem, da je njihove guvernerje izbiral cesar, guvernerje senatskih (prokonzule) pa je izvolil ali izžrebal rimski senat.
Legatus Augusti je bil vedno senatorskega, konzulskega ali pretorskega ranga, se pravi da je bil pred tem konzul ali pretor. Izjema je bil guverner Egipta (praefectus Aegypti), ki je bil samo rimski vitez (eques), vendar je poveljeval tudi rimskim legijam. Nekatere manjše cesarske province (Cezarejska in Tingitanska Mavretanija, Trakija, Retija, Norik in Judeja), v katerih ni bilo legij, so upravljali ekvesterski prefekti (praefecti), ki so se kasneje preimenovali v prokuratorje (procuratores) in so poveljevali samo pomožnim vojaškim enotam. Legatus Augusti je bil istočasno načelnik provincijske uprave, vrhovni sodni uradnik in vrhovni poveljnik provincijskih legij in pomožnih vojaških enot. Edino področje, ki ni bilo v njegovi pristojnosti, so bile finance – zbiranje cesarskih davkov in proračunskih dohodkov. Zanje je skrbel neodvisen prokurator, ki je bil podrejen neposredno cesarju.
V vojaški hierarhiji so bili legatu neposredno podrejeni poveljniki legij (legati legionis), ki so bile nastanjene v provinci, ti pa so poveljevali višjim štabnim častnikom legij (tribuni militum) in poveljnikom pomožnih enot (praefecti), ki so bile priključene k legijam.
Leta 68 n. št. so 15 provinc od skupno 36 upravljali legati Augusti pro praetore:  Tarakonsko Hispanijo, Luzitanijo, Akvitansko Galijo, Lugdunsko Galijo, Belgijske Galije, Britanijo, Spodnjo Germanijo, Gornjo Germanijo, Mezijo, Dalmacijo, Galatijo, Kapadokijo, Likijo in Pamfilijo, Sirijo in Numidijo.